# David Jarolím
David Jarolím (født 17. maj 1979 i Čáslav, Tjekkoslovakiet) er en tjekkisk tidligere fodboldspiller, der spillede som midtbanespiller. Han var gennem karrieren tilknyttet blandt andet Èvian Thonon-Gaillard og har desuden tidligere optrådt for FC Bayern München, Hamburger SV, FC Nürnberg samt Slavia Prag i sit hjemland.
Selvom Jarolím ikke spillede meget under sin tid hos Bayern München står han alligevel noteret for at have vundet to tyske mesterskaber og to pokaltitler med klubben.

## Landshold
Jarolím nåede i sin tid som landsholdsspiller (2005-2009) at spille 29 kampe og score 1 mål for Tjekkiets landshold, som han debuterede for den 8. oktober 2005 i et opgør mod Holland. Han var efterfølgende en del af den tjekkiske trup til både VM i 2006 og EM i 2008.

## Titler
Bundesligaen
- 1999 og 2000 med Bayern München

Tjekkisk pokalvinder
- 1998 og 2000 med Bayern München